# Colegio Marie-Anne
El Colegio Marie-Anne (en francés: Collège Marie-Anne) es una escuela católica fundada en Puerto Príncipe, la capital de la nación caribeña de Haití en 1965 y se trasladó a la parroquia de Christ-Roi en la ciudad de Bourdon en 1971.  Es una institución dirigida por la Congregación de las Hermanas de Santa Ana (SSA), fundada en 1850 en Canadá por Esther Blondin, hoy conocida como la Santa Madre Marie-Anne. La escuela sigue el sistema educativo de Haití, y se divide en una escuela primaria de seis clases, y una escuela secundaria de siete clases.